# 模倣宝石
模倣宝石（もほうほうせき）とは、天然の宝石や貴石をまねて製造された素材のことである。合成宝石（人工宝石）、人造宝石、模造宝石に大別される。天然の宝石や貴石に比べて価格が安い。

## 合成宝石（人工宝石）
synthetic(artificial), Lab-Createdとも表記され、科学的に合成された宝石である。天然宝石と同じ物質であるため物理的特質は同じである。宝飾品として以外に工業目的で利用されている。宝飾品としては諸外国でそれなりの評価がされる。合成ダイヤモンドを例に挙げると、アメリカ合衆国では1000軒以上の宝石店が取り扱っており、デ・ビアスが専門ブランド「ライトボックス」を2018年に立ち上げた。日本でも、合成であることを明示して独自ブランドを含めて取り扱う宝石業者や愛用する消費者が登場している。京セラはクレサンベールを展開している。
合成コランダム（ルビー、サファイア）
主に溶融法（ベルヌーイ法、チョクラルスキー法）、フラックス法（高温高圧法）で合成される。
熱水法でも合成は可能だが、その技術が完成したのが1990年代後半と遅かった（その頃には既に溶融法、フラックス法による製法が技術的に完成していた）、製造設備にコストがかかる上に設備の運営管理もかなり面倒、できた石は天然石と区別が容易（フラックス法合成石は区別が難しい）、そもそも合成宝石にはそれほど需要がない、と云った理由から市場にほとんど出回っていない。
ベルヌーイ法による人工合成がなされる以前の19世紀末頃、スイスで商品にならない屑ルビーを集め、それらを加熱して融かして一つにし、冷やして再結晶させたルビーが出回った。これはジュネーヴ・ルビーと呼ばれ、ベルヌーイ法合成ルビーが出回ると姿を消したが、今日でもアンティーク・ジュエリーなどに使用されている例がある。
現在では安価な溶融法で合成されたものは工業用途や飾り石に、天然と同じ原理で手間とコストと時間のかかるフラックス法で合成されたものが宝石として扱われるが、人気はあまりない。電気炉で原料を長期間加熱する方法では、2か月程度の過熱で200カラットを超える単結晶ルビーが形成される。天然石との鑑別法が確立されているため基本的に区別は容易である。ただし天然石をそっくりまねた悪質なニセモノがあり、専門家でも手を焼くことがある。なお、同じ3カラットのルビーの場合、溶融法合成石の価格を1とすると、天然石の価格はその1,000倍以上となる。
合成ダイヤモンド

主にフラックス法、化学気相成長法で合成される。
合成ダイヤモンドは工業用途や宝飾用途に用いられる。昔は技術やコストとの面から宝飾用はまずなかったが、技術の進歩により宝飾用途の合成ダイヤモンドも生産されるようになった。
合成エメラルド
フラックス法で合成される他、価値の低い天然ベリルを母材とした熱水法が使用される。合成エメラルドの歴史は合成宝石の歴史、と言い切れるほど合成には苦労した石であり、合成エメラルド開発で培われた技術が、現在のハイテク素材開発の基礎となっている。
エメラルドはコランダムやスピネルとは異なり、ベルヌーイ法で合成しようとしても結晶にはならず、できるのは単なるガラスであるため合成には時間と経費のかかる上記のような方法しかないが、むしろ傷だらけの天然石よりも、インクルージョン（内包物）や傷のまったくない宝石的価値の高い美しい結晶が得られる。もっとも、故意に傷やインクルージョンを入れ、それらを天然石と偽って売る業者もいる。
なお、エメラルドの人工合成が研究されたのは宝飾目的ではなく、メーザー装置の発振素子に用いるためであった。
合成アレキサンドライト
フラックス法で合成される。
アレキサンドライトは天然石がほとんど採れないため、市場に出回るのはほとんどが合成石、もしくは模造石である。希少な天然石はかなり低品質の石まで宝石扱いされ、ゆえに基本的に高品質な石しかない合成石の価格は決して安くはない。これはこの石が天然か合成かといった違いよりむしろ、石そのものの特性に着目して価格設定される故である。なおエメラルドと異なり、この石は天然石と合成石の鑑別は容易ではない。
合成オパール
オパール層の固定が天然と異なるため厳密に言えば成功はしていない。ピエール・ギルソンが樹脂による固定法を提案して以来世界中に流通している。現在は京セラが世界シェアを独占している。

## 人造宝石
類似石（simulant）または単にイミテーション（imitation）と呼ばれることも多い。
イミテーションには宝飾に適さない天然石とガラスや合成宝石を貼り合わせたものやガラス製のものも含むが、これらについては模造宝石の項を参照のこと。
ルビー、サファイア
かつては鑑定技術が未熟だったため、特にルビーは天然スピネルやルベライト（赤いトルマリン）が代用、というよりむしろ誤認された時代が長く続いた。これらコランダムはベルヌーイ法により格安のコストで合成できるので、類似石はあまり用いられず、合成石で代用されることの方がずっと多い。上述したように、コランダム、中でもルビーはカラット数が大きくなればなるほど、天然石と合成石の価格差が著しく開くので、薄い天然ルビーや天然サファイアの下部に合成ルビーや合成サファイアを張り合わせたダブレットという模造宝石もよく用いられる。
稀にキュービックジルコニアやYAGで代用されている場合もあるが、その場合、良心的にルビー（CZ）など異なる石であることを明記してある場合が多い。
ダイヤモンド

ダイヤモンドのイミテーションはダイヤモンド類似石と呼ばれ、その歴史も200年近く遡れる。用いられた素材もガラス製のラインストーンを振り出しに十数種存在する。イギリスでは4月の誕生石にダイヤモンドと共に水晶が入るが、これなどはかつて水晶をダイヤモンドの類似石に用いていた時代の名残である。しかし現在、市場で見られるのは、ガラスを除けば1960～70年代にかけてダイヤモニア、またはダイアモネアの名で流通したイットリウム・アルミニウム・ガーネット（YAG）と、その後登場したキュービックジルコニア（CZ）のみである。現在は製造原価が圧倒的に安い（1カラットにつき1ドル）CZがほとんどで、YAGを見る機会は希である。
21世紀に入る直前に、カーボランダムの商標で知られる研磨材を宝石向けに人工合成したモアッサナイトが登場したが、製造原価がCZの100倍かかるのと、茶から緑がかった色が抜けきれず、質の低い石しか模倣できないのでまだそれほど普及していない。
エメラルド
YAGを用いたり、翠銅鉱といった類似石があるが、それらと本物の区別はそれほど難しくはないのであまり用いられない。むしろ色ガラスやプラスチックに薄い天然石や合成石を貼り合わせたダブレットや、悪質なものには2つの水晶の間に緑のシートを挟んだだけのトリプレットなど模造宝石の方がケースとしては多い。エメラルドの場合、天然石には内部に無数の傷が見られるのに対し、単純な合成石や類似石には傷がないので、一見すると高価な天然石より安い合成石や類似石のほうがずっと美しく見える。ただし近年は合成石にも故意に傷や内包物を入れたものがある一方で、天然石にも内部に傷がほとんどない石（非常に高価である）があったりするので注意が必要である。
また、同系の緑色のカラーストーンであるが、ずっと安価なペリドットにイブニング・エメラルドの別名を用いることが度々あり、事情を知らない人は騙されることがある。
アレキサンドライト
五酸化バナジウムを添加しベルヌーイ法により合成したコランダムやスピネルには、アレキサンドライト同様の色変わり効果をみせるものがあり、人造石に用いられる。こうした色変わり効果を見せるコランダムは天然にも産し、カラーチェンジサファイア等と呼ばれ貴重視されるが、アレキサンドライトほどの価値はない。その合成石であるから、その価値たるや推して知るべし、である。この手を扱っている宝石商には、この人造石を合成アレキサンドライトとして安く売り出すことがある。故にこの名で売り出される安物の石は、まずは疑って然るべきである。
オパール
ガラスや樹脂を使用し、干渉膜を表面に形成するもの、封入するもの、底面に印刷したものなど様々なものがある。 また、ブラック・オパールの類似石としてアンモライトが用いられることがある。
母岩が薄かったりオパール層が薄く宝石として強度がない場合、これらを張り合わしたダブレットや、オパール層と母岩の間にガラスや水晶を挟むトリプレットといった、模造宝石に分類される技法も多用される。
トルコ石

おそらくもっとも古くからイミテーションが存在した石で、その歴史は古代エジプトにまで遡れる。使われる素材もガラス、プラスチック、セラミック、陶磁器、樹脂、焼結合金、他の石（ハウライト）を染めたものなど様々で、もっとも見分けがつきにくいのは、研磨の段階で出た本物のトルコ石の粉末を樹脂で固めたニセモノである。中には非破壊検査では見極めがつかず、破壊検査を経なければ真贋の決め手がない精巧な石も多数存在する。なお本物の色の薄い石や脆くて壊れやすい石を染色したり、補強のため樹脂を浸透させた石もかなりあるが、それらはいちおう処理宝石扱いとされる。
市中に出回っているトルコ石の90%はこうした類似石、9%が処理宝石で、生粋のトルコ石はわずか1%といった報告もある。

## 模造宝石

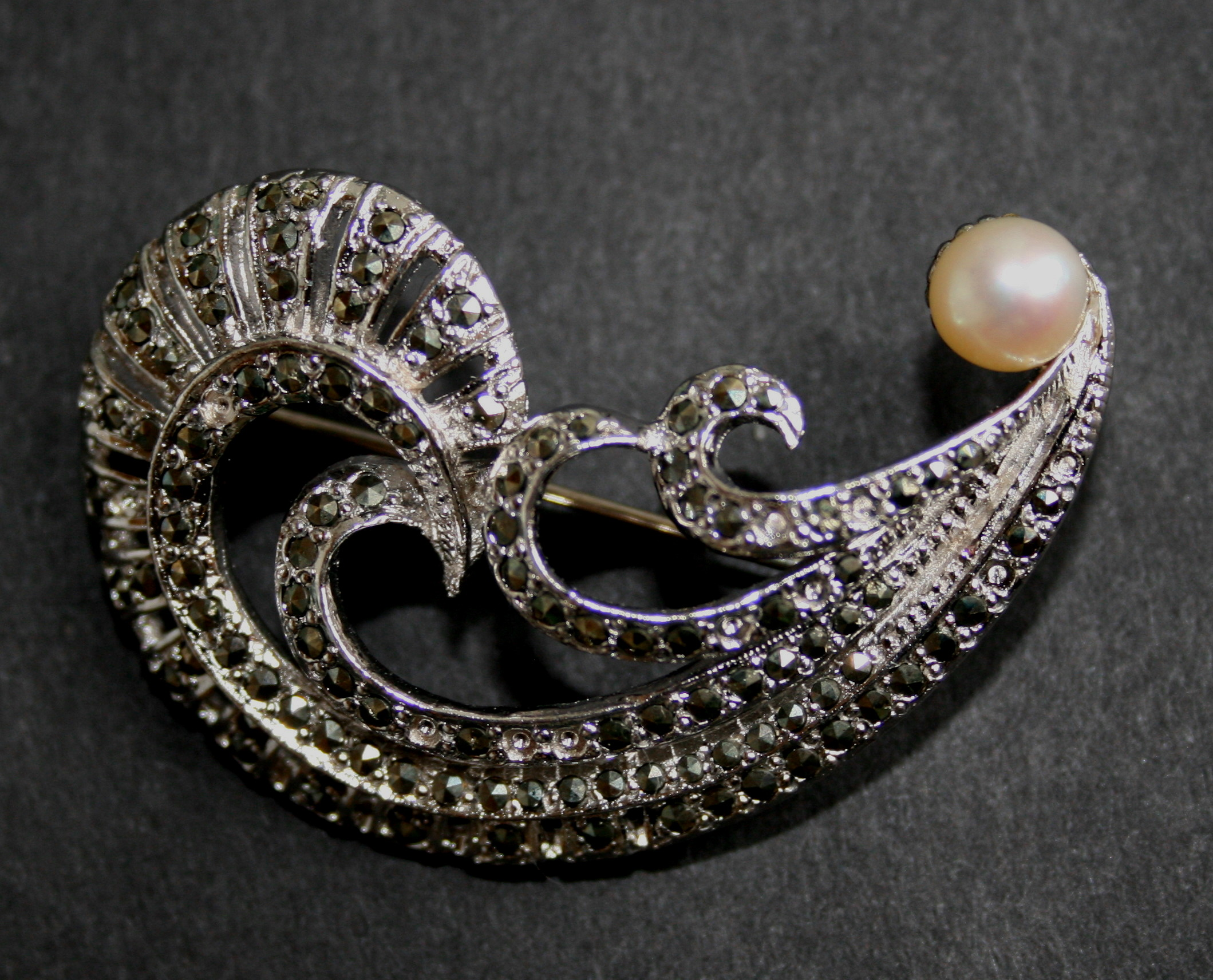
マルカジットのブローチ

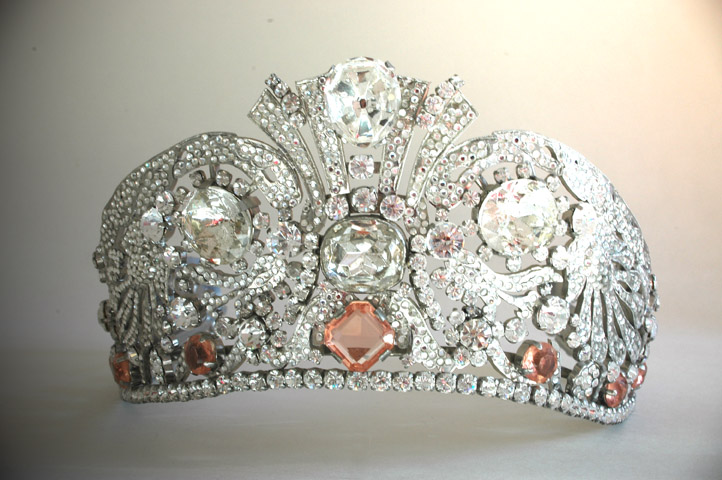
ストラスのティアラ

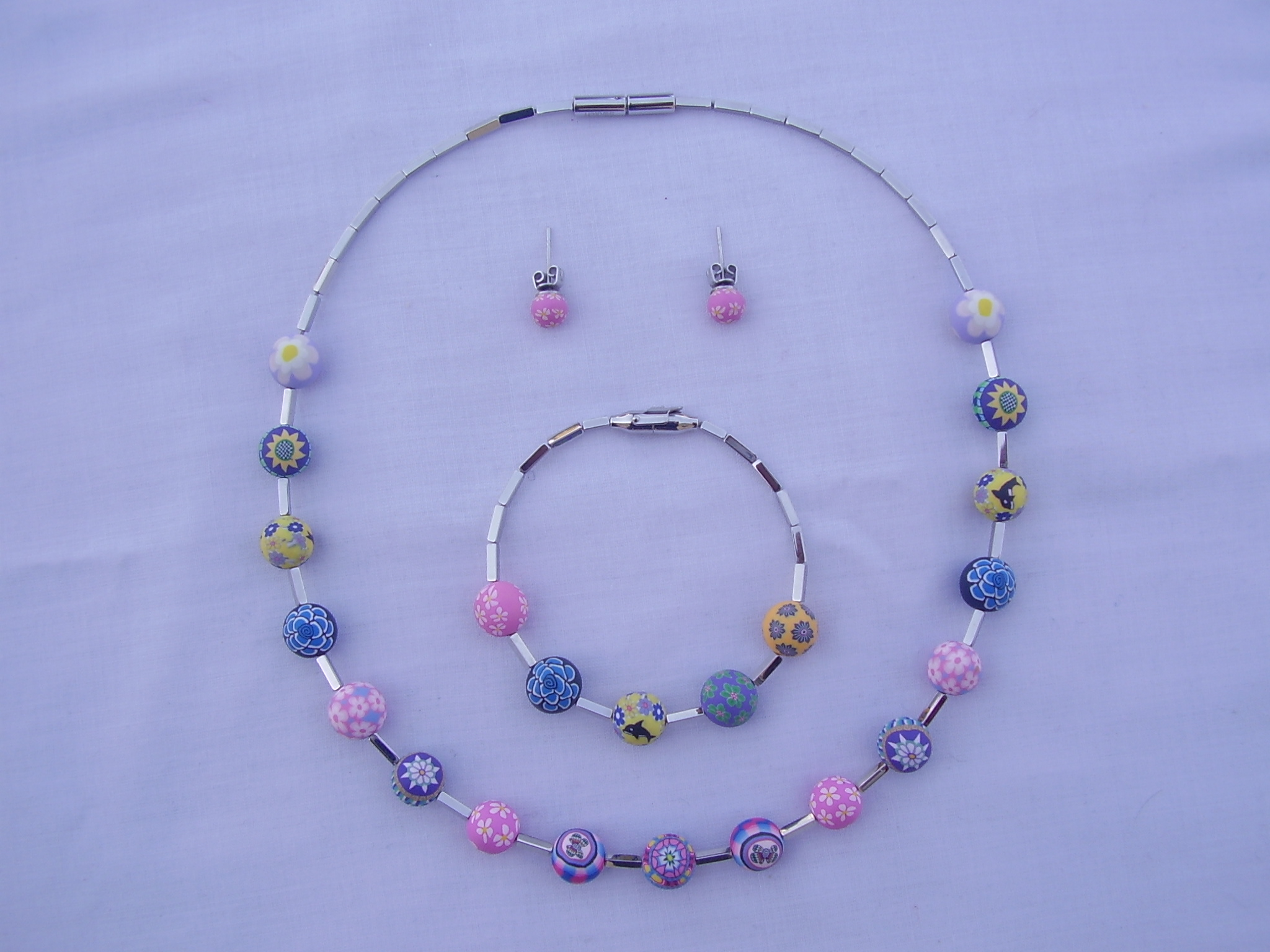
スウォッチ製の典型的なコスチュームジュエリー

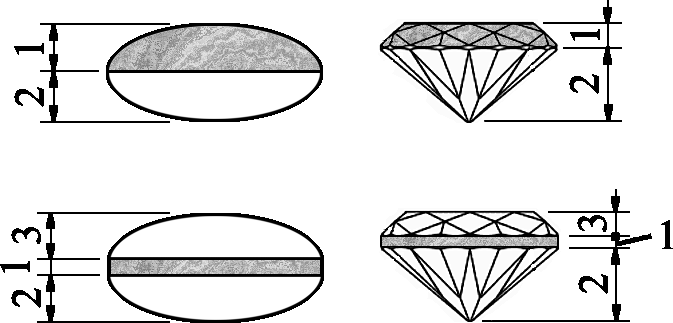
ダブレットとトリプレットの例
上図:1.トップ 2.ベース
下図:1.薄片 2.ベース 3.トップ

ガラス、磁器、アクリル、木、貝、骨などを加工してできた装飾用の素材。鑑別が不要なほど明らかな偽物もこれに含まれる。
宝石の種類や性質（光線の透過、不透過など）を問わず、最もよく用いられる素材はガラスである。人造宝石と同様イミテーションとも呼ばれる。
模造宝石が大きく発展したのは19世紀初頭の産業革命の勃興により資本家階級が出現してからである。本物の宝石を用いたジュエリーは、それまで王侯・貴族など支配者層の所有物であったが、経済的、時間的に余裕を持て余した新興富裕層が、こうした上流階級の暮らしぶりに目をむけ、それを模倣するのにさほど時間はかからなかった。しかし当時の宝石産出量は現在よりずっと少なく、本物の宝石でこうした人々の需要が満たされることはなかった。結果、比較的入手しやすい代替素材でそれらが模造され、こうした模造宝石が広く認識されるに至る。
模造宝石というと本物の宝石に比較して劣ったと云った印象を受けるが、現在ではアンティークとしてしか目にできず、故に本物顔負けの高値で取引されているものも多くある。なぜなら、こうした模造宝石に使用された素材は、本物の宝石に比べはるかに耐久性に乏しく、素材の劣化・老朽化により急速に滅失して作品そのものが微塵と消えたり、また素材の加工技術も全盛時は精緻を極めたものの、その後のずっと質の良い素材の登場などにより廃れてしまい、現在では再現不可能な作品も数多くあったりするからである。
しかしその一方で、高価な天然石を安価な素材で代替した、専門家の鑑識眼をも欺く模造宝石があることもまた事実である。

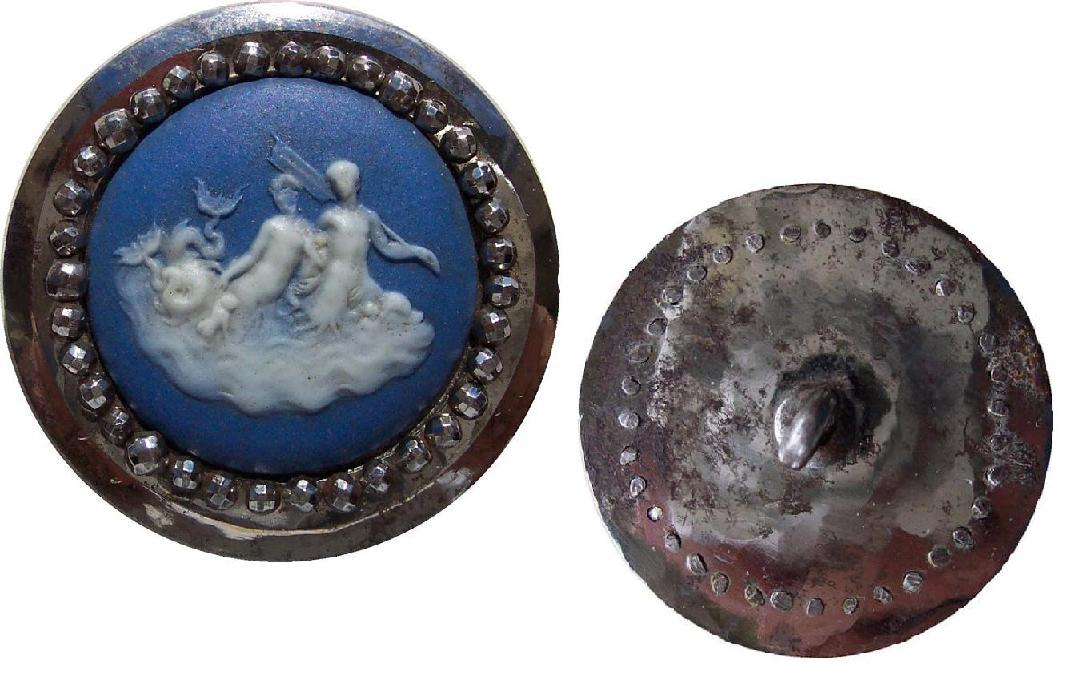
1760年製のウェッジウッドのボタン‐周囲の突起がカットスチール

カットスチール Cut steel

鋼鉄製のリベットの頭にファセット・カットを施し、台座につけたり、つなぎ合わせてネックレスに仕立てたりしたもの。裏面からリベットをかしめる形でジュエリーに装着する 。元々、ダイヤモンドの見た目のみ真似たものとして登場したが、すぐに独自の発展を遂げるようになり、資本家階級から遡って逆に王族にまで愛用される広がりを見せた。素材が素材だけに錆による劣化がひどく、全盛期だった19世紀の作品群は今日ではアンティークとしてもほとんど残っていない。
マルカジット/マーカサイト Marcasite

黄鉄鉱を加工して6面のカットを施し、宝石同様に台座に爪で固定したもの。技術的には古代ギリシャから存在したが、18世紀中頃からこれもダイヤモンド類似石として登場し、20世紀初頭には極限に至るまで精緻なレベルに発展したが今日ではすっかり廃れてしまっている。これも素材が素材だけに、長い時間の経過により空中の湿気と反応して硫酸が滲み出す欠点がある。なお Marcasite とは本来は白鉄鉱を指す言葉だが、これがなぜ黄鉄鉱を素材とする模造ジュエリーを指す言葉になったのかというと、18世紀当時は黄鉄鉱と白鉄鉱が厳密に区別されていなかったことによる。
ラインストーン Rhinestone / ペースト Paste / ストラス Strass / フォイルバック Foil back

素材はクリスタル・ガラスで、これで宝石を形作り、カットを施したもの。あるいは、液体のガラスをカットした宝石の型枠に流し込んで固め、仕上げに磨いたもの。ガラス中の鉛の含有量が多く、柔らかいのをペースト、少なく硬質のものをストラスと呼ぶ。ペーストは1670年代、ストラスは1720年代より存在するが、やはりダイヤモンド類似石として登場し、やがてそこから離れて18世紀には独自の発展を遂げる。フォイルバックはこれらの石の裏面に金属箔や色の着いた薄膜を差込んだり、膜を蒸着させたりして、光の反射（ダイヤモンドのファイア）の増幅や、カラーストーンを真似る技法で、この技法を用いて模造された石そのものもこう呼ぶ。
上二つと異なり製品として今日まで存続しており、素材もずっと安価なアクリル樹脂や屈折率の高いキュービックジルコニアを採用するなど、現在に至るも技術的発展が見られる(もっとも、キュービックジルコニアを用いたラインストーンは、模造宝石でなく人造宝石に分類される)。現在は素材の別なども含め一括りにラインストーンで呼ばれることが多い。従来からのクリスタル・ガラス製品はスワロフスキー社のそれが有名。
コスチューム・ジュエリー Costume jewelry / ミリアム・ハスケル Miriam Haskell

宝石や貴石をほとんど用いずに製作されるジュエリーで、20世紀初頭にアメリカ合衆国のジュエリーデザイナー、ミリアム・ハスケルが創始し、彼女の名前がこの分野のブランドとして残っている。
1940年代からグレタ・ガルボなど、当時のハリウッド女優に愛用され今日に至る。資産価値に重きを置かない、あくまで身を飾るためのジュエリーで、もともとは安価な素材を用いることで傷などついても気にならず、気楽に装着できて外出できるジュエリーにすると云う意図があった。その当時新しく人工的に開発された新素材の採用に積極的で、当初はタチウオの皮を使った模造真珠やセルロイドなど、工夫を凝らした素材が使用されたりもしたが、現在では使われる素材のほとんどは樹脂やプラスチックである。
張り合わせ石 Composite Stone / ダブレット Doublet / トリプレット Triplet

複数の素材を組みあわせ、あたかも一つの独立した石のように見せかけた模造石。異なる素材(同じ素材の場合も稀にあるが)を組み合わせることによって、色を濃くしたり、あるいは屈折率や稀には石のサイズ自体を大きく見せたりするなど、外観改善の効果を得ることを目的とするが、それ以上に人工素材の上に天然素材を被せることで、あたかも石全てが天然素材であるかの如く装うことを目的とする場合が多いため、上述した他の模造宝石のような独自の価値はなく、たいてい偽物、まがい物として扱われる。
2素材を組み合わせる技術及びその組み合わせた石をダブレット、3素材のそれをトリプレットと呼ぶ。それぞれ英語で『2枚重ね/3枚重ね』を意味する。
ダブレットはふつう、画像上図に示した構造を持つ。図中のトップ(宝石のカットの用語で言うところのクラウン)とベース(同じくカット用語でパビリオン)でその使用する素材が分かれていて、
a. トップもベースも同種の天然石どうし
b. トップに天然石、ベースに合成石もしくはイミテーション
c. トップに無色の天然石、ベースに色ガラス
d. トップもベースも色ガラス
といった組み合わせがある。このうち多いのはb,cであり、aなどはあまり見かけずむしろ珍しい部類に入る。
なかでもcに類したダブレットで、トップの頂上部のごく薄い部分のみをアルマディン・ガーネットで、それより下のベースまで含んだ全てに色ガラスを用いたダブレットを特にガーネット・トップ・ダブレットと云うが、そのほとんどが高価な天然石に見せることを目的としており、それを意図して詐欺に頻繁に用いられる。
トリプレットも通例画像下図に示した構造を持ち、宝石を真上から見た時、面積が最も広くなる(カット用語の「ガードル」)部分のみ天然石の薄片を用い、その上下の部分はガラスや水晶で形だけを真似て、薄片をサンドイッチのように挟んだものが多い。さらに低質なものとして、真ん中の薄片すら単なる色ガラスやフィルムを用いたものがある。オパールやエメラルドにこうしたトリプレット手法を用いた模造石がよく見つかる。